# Gljivični feromonski receptori
Gljivični feromonski receptori formiraju distinktnu familiju G protein spregnutih receptora.
Receptori faktora parenja, STE2 i STE3 su integralni membranski proteini koji mogu da učestvuju u responsu na faktore parenja na ćelijskoj membrani. Aminokiselinske sekvence oba receptora sadrže visoke udele hidrofobnih ostataka grupisanih u 7 domena, u maniru sličnom rodopsinima i drugim receptorima za koje se smatra da interaguju sa G-proteinima.

## Literatura
1. ↑  Valentine KG; Liu SF; Marassi FM;  . (2001). „Structure and topology of a peptide segment of the 6th transmembrane domain of the Saccharomyces cerevisae alpha-factor receptor in phospholipid bilayers”. Biopolymers. 59 (4): 243—56. PMID 11473349.
2. ↑  Nakayama N, Miyajima A, Arai K (1985). „Nucleotide sequences of STE2 and STE3, cell type-specific sterile genes from Saccharomyces cerevisiae”. EMBO J. 4 (10): 2643—2648. PMC 554555 . PMID 16453635.
3. ↑  Burkholder AC, Hartwell LH (1985). „The yeast alpha-factor receptor: structural properties deduced from the sequence of the STE2 gene”. Nucleic Acids Res. 13 (23): 8463—8475. PMC 322145 . PMID 3001640. doi:10.1093/nar/13.23.8463.
4. ↑  Herskowitz I, Marsh L (1988). „STE2 protein of Saccharomyces kluyveri is a member of the rhodopsin/beta-adrenergic receptor family and is responsible for recognition of the peptide ligand alpha factor”. Proc. Natl. Acad. Sci. U.S.A. 85 (11): 3855—3859. PMC 280318 . PMID 2836861. doi:10.1073/pnas.85.11.3855.